# Rincón de Soto
Rincón de Soto è un comune spagnolo di 3 485 abitanti situato nella comunità autonoma di La Rioja.